# Türkiye 2. Futbol Ligi 1976/77
Die Türkiye 2. Futbol Ligi 1976/77 war die 14. Spielzeit der zweithöchsten türkischen Spielklasse im professionellen Männer-Fußball. Sie wurde am 12. September 1976 mit dem 1. Spieltag begonnen und am 29. Mai 1977 mit dem 30. und letzten Spieltag abgeschlossen.
In der Saison 1976/77 wurde die TFF 1. Lig wie in der Vorsaison auch in zwei Gruppen mit jeweils 16 Mannschaften unterteilt. Insgesamt spielten 32 Mannschaft in zwei Gruppen um den Aufstieg in die Süper Lig beziehungsweise gegen den Abstieg in die damals drittklassigen TFF 3. Lig. Die Tabellenersten beider Gruppen stiegen direkt in die höhere Süper Lig auf und die Mannschaften auf den letzten Tabellenplätzen in die untergeordneten drittklassigen 3. Lig ab.
Zu Saisonbeginn waren zu den von der vorherigen Saison verbleibenden 28 Mannschaften die zwei Absteiger aus der Süper Lig Balıkesirspor, MKE Ankaragücü und die zwei Aufsteiger aus der damals drittklassigen TFF 3. Lig Diyarbakırspor, Ispartaspor hinzugekommen. Beide Aufsteiger nahmen damit das erste Mal am Wettbewerb der 2. Lig teil.
Diyarbakırspor erreichte in seiner ersten Zweitligasaison die Meisterschaft der Gruppe Rot und somit den ersten Aufstieg der Vereinshistorie in die Süper Lig. In der Gruppe Weiß sicherte sich MKE Ankaragücü die Meisterschaft und damit den direkten Wiederaufstieg in die Süper Lig. Der türkische Fußballverband ließ durch ein Entscheidungsspiel zwischen den beiden Erstplatzierten den Meister der Liga bestimmen. In dieser Begegnung traf MKE Ankaragücü gegen Diyarbakırspor an und konnte mit einem 2:1-Sieg die Meisterschaft für sich entscheiden. Der türkische Fußballverband erklärte aber im Nachhinein beide Vereine als Meister der TFF 1. Lig.
Zum Saisonende stand aus der Roten Gruppe Malatyaspor und aus der Weißen Gruppe Çorumspor als Absteiger fest.

## Gruppe Rot (Kırmızı Grup)

### Tabelle
| Pl. | Verein                | Sp. | S  | U  | N  | Tore    | Diff. | Punkte |
| --- | --------------------- | --- | -- | -- | -- | ------- | ----- | ------ |
| 1.  | Diyarbakırspor (N)    | 30  | 17 | 8  | 5  | 035:150 | +20   | 42:18  |
| 2.  | Kayserispor           | 30  | 17 | 5  | 8  | 047:230 | +24   | 39:21  |
| 3.  | Sarıyer GK            | 30  | 12 | 10 | 8  | 031:170 | +14   | 34:26  |
| 4.  | Kocaelispor           | 30  | 12 | 9  | 9  | 035:250 | +10   | 33:27  |
| 5.  | Antalyaspor           | 30  | 10 | 12 | 8  | 028:210 | +7    | 32:28  |
| 6.  | DÇ Karabükspor        | 30  | 12 | 8  | 10 | 036:320 | +4    | 32:28  |
| 7.  | Gaziantepspor         | 30  | 10 | 10 | 10 | 034:260 | +8    | 30:30  |
| 8.  | Balıkesirspor (A)     | 30  | 11 | 8  | 11 | 024:250 | −1    | 30:30  |
| 9.  | Gençlerbirliği Ankara | 30  | 11 | 6  | 13 | 036:340 | +2    | 28:32  |
| 10. | Konyaspor             | 30  | 9  | 9  | 12 | 020:340 | −14   | 27:33  |
| 11. | Bandırmaspor          | 30  | 9  | 8  | 13 | 024:320 | −8    | 26:34  |
| 12. | Manisaspor            | 30  | 10 | 6  | 14 | 027:430 | −16   | 26:34  |
| 13. | Denizlispor           | 30  | 8  | 10 | 12 | 024:410 | −17   | 26:34  |
| 14. | MKE Kırıkkalespor     | 30  | 7  | 11 | 12 | 024:260 | −2    | 25:35  |
| 15. | Eskişehir Demirspor   | 30  | 8  | 9  | 13 | 025:330 | −8    | 25:35  |
| 16. | Malatyaspor           | 30  | 8  | 9  | 13 | 019:420 | −23   | 25:35  |

Platzierungskriterien: 1. Punkte – 2. Tordifferenz – 3. geschossene Tore – 4. Direkter Vergleich (Punkte, Tordifferenz, geschossene Tore)
| (A) | Absteiger aus der 1. Lig 1975/76                     |
| (N) | Neuaufsteiger aus der Türkiye 3. Futbol Ligi 1975/76 |

### Kreuztabelle
Die Kreuztabelle stellt die Ergebnisse aller Spiele dieser Saison dar. Die Heimmannschaft ist in der linken Spalte, die Gastmannschaft in der oberen Zeile aufgelistet.
| 2012/13 Gruppe Rot    | Diyarbakırspor |     | Sarıyer GK | Kocaelispor | Antalyaspor | DÇ Karabükspor | Gaziantepspor | Balıkesirspor | Gençlerbirliği Ankara | Konyaspor | Bandırmaspor | Manisaspor | Denizlispor | MKE Kırıkkalespor | Eskişehir Demirspor | Malatyaspor |
| --------------------- | -------------- | --- | ---------- | ----------- | ----------- | -------------- | ------------- | ------------- | --------------------- | --------- | ------------ | ---------- | ----------- | ----------------- | ------------------- | ----------- |
| Diyarbakırspor        |                | 3:0 | 1:0        | 2:0         | 1:0         | 1:0            | 1:1           | 1:0           | 3:1                   | 1:1       | 0:1          | 1:0        | 0:0         | 5:1               | 2:1                 | 3:0         |
| Kayserispor           | 1:0            |     | 2:1        | 1:0         | 1:0         | 5:3            | 2:0           | 4:0           | 4:0                   | 4:0       | 1:0          | 3:1        | 2:0         | 1:0               | 3:1                 | 6:0         |
| Sarıyer GK            | 0:0            | 2:0 |            | 1:1         | 0:0         | 1:1            | 2:0           | 2:0           | 1:0                   | 2:0       | 3:0          | 2:0        | 2:0         | 0:0               | 0:1                 | 4:0         |
| Kocaelispor           | 1:1            | 1:1 | 0:1        |             | 0:0         | 2:1            | 1:0           | 0:0           | 1:0                   | 1:0       | 3:0          | 3:2        | 3:0         | 1:0               | 2:0                 | 6:0         |
| Antalyaspor           | 0:1            | 3:0 | 0:0        | 1:0         |             | 1:1            | 0:0           | 1:1           | 2:0                   | 1:0       | 3:0          | 1:1        | 4:0         | 0:0               | 1:1                 | 3:2         |
| DÇ Karabükspor        | 2:0            | 2:1 | 0:1        | 2:2         | 0:0         |                | 3:2           | 2:1           | 1:0                   | 4:1       | 2:1          | 0:0        | 2:0         | 2:0               | 1:0                 | 2:1         |
| Gaziantepspor         | 0:1            | 0:0 | 0:0        | 1:1         | 3:0         | 0:0            |               | 2:0           | 3:0                   | 5:0       | 2:0          | 4:0        | 2:1         | 1:0               | 0:0                 | 2:0         |
| Balıkesirspor         | 2:0            | 1:0 | 1:0        | 2:0         | 0:1         | 1:0            | 4:0           |               | 0:1                   | 1:1       | 0:0          | 2:1        | 0:0         | 1:0               | 1:0                 | 1:0         |
| Gençlerbirliği Ankara | 1:2            | 2:3 | 2:3        | 2:0         | 1:1         | 2:2            | 1:0           | 0:0           |                       | 2:0       | 2:1          | 4:0        | 4:0         | 1:0               | 5:3                 | 3:0         |
| Konyaspor             | 1:0            | 1:0 | 1:0        | 2:1         | 1:1         | 0:0            | 1:1           | 1:0           | 1:0                   |           | 0:0          | 3:0        | 0:1         | 0:0               | 0:0                 | 2:0         |
| Bandırmaspor          | 0:1            | 0:0 | 1:0        | 0:0         | 3:0         | 1:2            | 2:0           | 1:1           | 1:0                   | 0:0       |              | 1:0        | 4:1         | 3:2               | 3:0                 | 1:1         |
| Manisaspor            | 0:1            | 0:0 | 2:1        | 0:1         | 1:0         | 2:1            | 1:0           | 1:0           | 0:0                   | 1:2       | 2:0          |            | 3:1         | 1:0               | 3:1                 | 1:0         |
| Denizlispor           | 0:0            | 1:0 | 1:1        | 1:1         | 2:1         | 1:0            | 1:0           | 3:3           | 0:1                   | 1:0       | 2:0          | 3:3        |             | 1:1               | 1:0                 | 1:1         |
| MKE Kırıkkalespor     | 0:0            | 1:0 | 3:1        | 1:2         | 0:2         | 2:0            | 1:1           | 1:0           | 0:0                   | 3:0       | 3:0          | 3:0        | 1:1         |                   | 0:1                 | 0:0         |
| Eskişehir Demirspor   | 1:3            | 0:0 | 0:0        | 2:1         | 0:1         | 2:0            | 0:0           | 0:1           | 1:1                   | 3:1       | 1:0          | 5:1        | 1:0         | 0:0               |                     | 0:0         |
| Malatyaspor           | 0:0            | 0:2 | 0:0        | 1:0         | 1:0         | 1:0            | 3:4           | 2:0           | 1:0                   | 1:0       | 0:0          | 0:0        | 1:0         | 1:1               | 2:0                 |             |

## Gruppe Weiß (Beyaz Grup)

### Tabelle
| Pl. | Verein             | Sp. | S  | U  | N  | Tore    | Diff. | Punkte |
| --- | ------------------ | --- | -- | -- | -- | ------- | ----- | ------ |
| 1.  | MKE Ankaragücü (A) | 30  | 15 | 12 | 3  | 048:150 | +33   | 42:18  |
| 2.  | Aydınspor          | 30  | 14 | 6  | 10 | 036:240 | +12   | 34:26  |
| 3.  | Altınordu Izmir    | 30  | 10 | 11 | 9  | 034:280 | +6    | 31:29  |
| 4.  | İskenderunspor     | 30  | 12 | 7  | 11 | 026:290 | −3    | 31:29  |
| 5.  | Rizespor           | 30  | 11 | 8  | 11 | 029:250 | +4    | 30:30  |
| 6.  | Ispartaspor (N)    | 30  | 9  | 12 | 9  | 033:330 | ±0    | 30:30  |
| 7.  | Konya İdman Yurdu  | 30  | 12 | 5  | 13 | 031:300 | +1    | 29:31  |
| 8.  | Vefa Istanbul      | 30  | 10 | 9  | 11 | 026:310 | −5    | 29:31  |
| 9.  | Sivasspor          | 30  | 9  | 11 | 10 | 019:270 | −8    | 29:31  |
| 10. | Şekerspor          | 30  | 11 | 6  | 13 | 032:310 | +1    | 28:32  |
| 11. | Sakaryaspor        | 30  | 10 | 8  | 12 | 022:260 | −4    | 28:32  |
| 12. | Elazığspor         | 30  | 11 | 6  | 13 | 031:360 | −5    | 28:32  |
| 13. | Beykozspor         | 30  | 11 | 6  | 13 | 031:380 | −7    | 28:32  |
| 14. | Ankara Demirspor   | 30  | 9  | 10 | 11 | 022:300 | −8    | 28:32  |
| 15. | Tirespor           | 30  | 12 | 4  | 14 | 029:410 | −12   | 28:32  |
| 16. | Çorumspor          | 30  | 10 | 7  | 13 | 030:350 | −5    | 27:33  |

Platzierungskriterien: 1. Punkte – 2. Tordifferenz – 3. geschossene Tore – 4. Direkter Vergleich (Punkte, Tordifferenz, geschossene Tore)
| (A) | Absteiger aus der 1. Lig 1975/76                     |
| (N) | Neuaufsteiger aus der Türkiye 3. Futbol Ligi 1975/76 |

### Kreuztabelle
Die Kreuztabelle stellt die Ergebnisse aller Spiele dieser Saison dar. Die Heimmannschaft ist in der linken Spalte, die Gastmannschaft in der oberen Zeile aufgelistet.
| 2012/13 Gruppe Weiß | MKE Ankaragücü | Aydınspor | Altınordu Izmir | İskenderunspor | Rizespor | Ispartaspor | Konya İdman Yurdu | Vefa Istanbul | Sivasspor |     | Sakaryaspor | Elazığspor | Beykozspor | Ankara Demirspor | Tirespor | Çorumspor |
| ------------------- | -------------- | --------- | --------------- | -------------- | -------- | ----------- | ----------------- | ------------- | --------- | --- | ----------- | ---------- | ---------- | ---------------- | -------- | --------- |
| MKE Ankaragücü      |                | 3:0       | 2:0             | 0:0            | 1:1      | 3:0         | 2:0               | 3:2           | 1:0       | 1:1 | 1:0         | 2:1        | 5:0        | 2:0              | 8:0      | 3:1       |
| Aydınspor           | 2:0            |           | 0:2             | 2:0            | 1:0      | 5:3         | 2:0               | 3:1           | 3:1       | 2:0 | 0:1         | 2:1        | 2:1        | 4:0              | 0:0      | 2:0       |
| Altınordu Izmir     | 0:0            | 1:1       |                 | 3:1            | 3:2      | 4:1         | 1:1               | 2:1           | 1:1       | 1:0 | 3:0         | 1:1        | 2:1        | 2:0              | 0:1      | 2:2       |
| İskenderunspor      | 1:0            | 1:0       | 0:0             |                | 1:1      | 1:2         | 1:0               | 2:1           | 2:0       | 1:0 | 3:0         | 0:0        | 1:0        | 1:0              | 4:1      | 1:0       |
| Rizespor            | 1:0            | 1:0       | 2:1             | 3:0            |          | 0:0         | 0:1               | 1:1           | 2:0       | 2:1 | 1:1         | 2:0        | 2:0        | 0:0              | 3:0      | 1:0       |
| Ispartaspor         | 1:2            | 1:0       | 1:1             | 2:0            | 0:0      |             | 0:1               | 0:0           | 3:0       | 1:0 | 3:0         | 1:0        | 1:1        | 3:1              | 1:0      | 2:2       |
| Konya İdman Yurdu   | 1:1            | 0:0       | 0:1             | 2:1            | 1:0      | 0:0         |                   | 1:0           | 3:0       | 0:0 | 0:1         | 3:0        | 2:1        | 1:2              | 3:0      | 3:0       |
| Vefa Istanbul       | 0:0            | 1:1       | 1:0             | 0:0            | 1:0      | 2:1         | 2:1               |               | 2:1       | 2:0 | 0:0         | 3:1        | 1:2        | 0:0              | 1:1      | 1:0       |
| Sivasspor           | 0:0            | 0:0       | 0:0             | 1:0            | 2:0      | 0:0         | 1:0               | 1:0           |           | 1:0 | 1:1         | 1:0        | 0:1        | 2:0              | 1:0      | 1:0       |
| Şekerspor           | 2:5            | 1:0       | 2:0             | 4:0            | 0:0      | 2:2         | 3:4               | 0:1           | 0:0       |     | 2:1         | 4:1        | 1:0        | 1:0              | 2:0      | 1:0       |
| Sakaryaspor         | 0:0            | 2:0       | 1:0             | 0:0            | 1:0      | 2:0         | 1:0               | 1:2           | 2:0       | 0:0 |             | 1:1        | 1:0        | 0:0              | 3:0      | 0:1       |
| Elazığspor          | 0:2            | 1:1       | 1:0             | 2:0            | 2:0      | 1:1         | 3:1               | 2:0           | 0:0       | 2:1 | 1:0         |            | 3:1        | 1:0              | 2:1      | 3:0       |
| Beykozspor          | 1:1            | 1:0       | 1:1             | 2:1            | 0:2      | 1:1         | 1:0               | 4:0           | 1:1       | 0:2 | 2:1         | 2:1        |            | 3:1              | 1:0      | 1:0       |
| Ankara Demirspor    | 0:0            | 0:1       | 2:1             | 1:1            | 2:0      | 1:1         | 1:0               | 0:0           | 3:1       | 0:2 | 1:0         | 1:0        | 1:1        |                  | 2:0      | 1:1       |
| Tirespor            | 0:0            | 1:0       | 2:1             | 1:2            | 3:1      | 1:0         | 1:2               | 1:0           | 1:1       | 1:0 | 3:1         | 2:0        | 2:0        | 0:1              |          | 3:0       |
| Çorumspor           | 0:0            | 0:2       | 0:0             | 1:0            | 2:1      | 2:1         | 4:0               | 2:0           | 1:1       | 3:0 | 1:0         | 3:0        | 2:1        | 1:1              | 1:3      |           |

## Meisterschaftsbegegnung
Der türkische Fußballverband ließ durch ein Entscheidungsspiel zwischen den beiden Erstplatzierten den Meister der Liga bestimmen. In dieser Begegnung trat MKE Ankaragücü gegen Diyarbakırspor an und konnte durch ein Elfmeterschießen die Meisterschaft gewinnen. Der türkische Fußballverband erklärte aber im Nachhinein beide Vereine als Meister der TFF 1. Lig.
| MKE Ankaragücü                                                 | MKE Ankaragücü | Diyarbakırspor | Diyarbakırspor |
| -------------------------------------------------------------- | --- | --- | -------------- |
| MKE Ankaragücü                                                 | \| Meisterschaftsfinale \| \| 1. Juni 1978 um 18:00 Uhr in Ankara (Ankara 19 Mayıs Stadyumu) \| \| Ergebnis: 2:1 (0:1) \| \| Schiedsrichter: Teoman Parer \| \| Spielbericht \|                       | \| Meisterschaftsfinale \| \| 1. Juni 1978 um 18:00 Uhr in Ankara (Ankara 19 Mayıs Stadyumu) \| \| Ergebnis: 2:1 (0:1) \| \| Schiedsrichter: Teoman Parer \| \| Spielbericht \|                           | Diyarbakırspor |
| MKE Ankaragücü                                                 | Osman Zingi – İskender Atasoy, Erman Toroğlu, Zafer Dilber, Haluk Kargın – Taner Kalender, Mustafa Başkan, Müjdat Yalman, Adnan Sezgin – Ali Osman Renklibay, Nurettin Kılıç Cheftrainer: Sabri Kiraz | Kahraman Bozkurt – Turan Kaplan, Muhittin Köymen, Muharrem Gürbüz – Ergün Baydar, Ayhan Doğu, Kemal Şentürk, Hüseyin Tekelioğlu, Vahdettin Yılmaz – Baykul Tüysüz, Vehbi Günay Cheftrainer: Zeynel Soyuer | Diyarbakırspor |
| MKE Ankaragücü                                                 | 1:1 İskender Atasoy (55.) 2:1 Adnan Sezgin (89.) | 0:1 Baykul Tüysüz (37.) | Diyarbakırspor |
| MKE Ankaragücü                                                 | MKE Ankaragücü ist durch diesen Sieg Meister der TFF 1. Lig geworden. | | Diyarbakırspor |
| Meisterschaftsfinale                                           | | |                |
| 1. Juni 1978 um 18:00 Uhr in Ankara (Ankara 19 Mayıs Stadyumu) | | |                |
| Ergebnis: 2:1 (0:1)                                            | | |                |
| Schiedsrichter: Teoman Parer                                   | | |                |
| Spielbericht                                                   | | |                |